# Calovébora (Veraguas)
Calovébora è un comune (corregimiento) della Repubblica di Panama situato nel distretto di Santa Fé, provincia di Veraguas. Si estende su una superficie di 1127 km² e conta una popolazione di 4.397 abitanti (censimento 2010).